# Une femme en blanc (roman)
Pour les articles homonymes, voir Femme en blanc.
Une femme en blanc est un roman de Janine Boissard publié en 1983 aux éditions Robert Laffont.

## Résumé
Margaux, 33 ans, est chirurgienne à l'hôpital de Châtenay. Son fils Éric, 10 ans est boiteux. Elle lance une pétition contre la fermeture des urgences et les sauve. Elle fait opérer Éric, avec succès, à Paris. Elle achète une maison avec Bernard, restaurateur et fils de viticulteur, qui reconnaît Éric. Elle sauve la nièce de Bernard dans l'accident de car de Beaune et opère alors de nombreux enfants. Elle épouse Bernard.

## Récompenses
- Une femme en blanc  (ISBN 2221100905) a obtenu le prix Jackie-Bouquin en 1996.

## Adaptation
Le roman a fait l'objet d'une adaptation en 1997 à la télévision : la mini-série Une femme en blanc.